# Hånger
Hånger är en tätort i Värnamo kommun, kyrkby i Hångers socken i Jönköpings län.

## Befolkningsutveckling
| Befolkningsutvecklingen i Hånger 1975–2020 | Befolkningsutvecklingen i Hånger 1975–2020 | Befolkningsutvecklingen i Hånger 1975–2020 | Befolkningsutvecklingen i Hånger 1975–2020 | Befolkningsutvecklingen i Hånger 1975–2020 |
| ------------------------------------------ | ------------------------------------------ | ------------------------------------------ | ------------------------------------------ | ------------------------------------------ |
|                                            |                                            |                                            |                                            |                                            |
| År                                         |                                            |                                            | Folkmängd                                  | Areal (ha)                                 |
| 1975                                       | 1975                                       |                                            | 220                                        |                                            |
| 1980                                       | 1980                                       |                                            | 256                                        |                                            |
| 1990                                       | 1990                                       |                                            | 312                                        | 34                                         |
| 1995                                       | 1995                                       |                                            | 313                                        | 36                                         |
| 2000                                       | 2000                                       |                                            | 316                                        | 36                                         |
| 2005                                       | 2005                                       |                                            | 305                                        | 36                                         |
| 2010                                       | 2010                                       |                                            | 301                                        | 36                                         |
| 2015                                       | 2015                                       |                                            | 333                                        | 72                                         |
| 2020                                       | 2020                                       |                                            | 282                                        | 45                                         |
| Anm.: Ny tätort 1975                       |                                            |                                            |                                            |                                            |

## Idrott
Hångers IF är ett fotbollslag i Hånger som bildades 1939.  Klubben spelar sina hemmamatcher på Västra Mo IP. Under säsongen 2023 så bedrevs ingen A-lagsverksamhet på seniornivå på grund av brist på spelare. Året därpå, 2024, återvände man till division 6.